# Lilia Taibi
Lilia Taibi, née le 8 mai 1981 à Bab El Oued, est une footballeuse internationale algérienne jouant au poste  de défenseur,.

## Biographie

### Carrière en club
Lilia Taibi joue pour la ASE Alger Centre depuis 1997.

### Carrière internationale
Taibi est sélectionnée pour l'Algérie aux éditions de la Coupe d'Afrique féminine des nations, en 2006